# 오이타 현립 종합 문화 센터

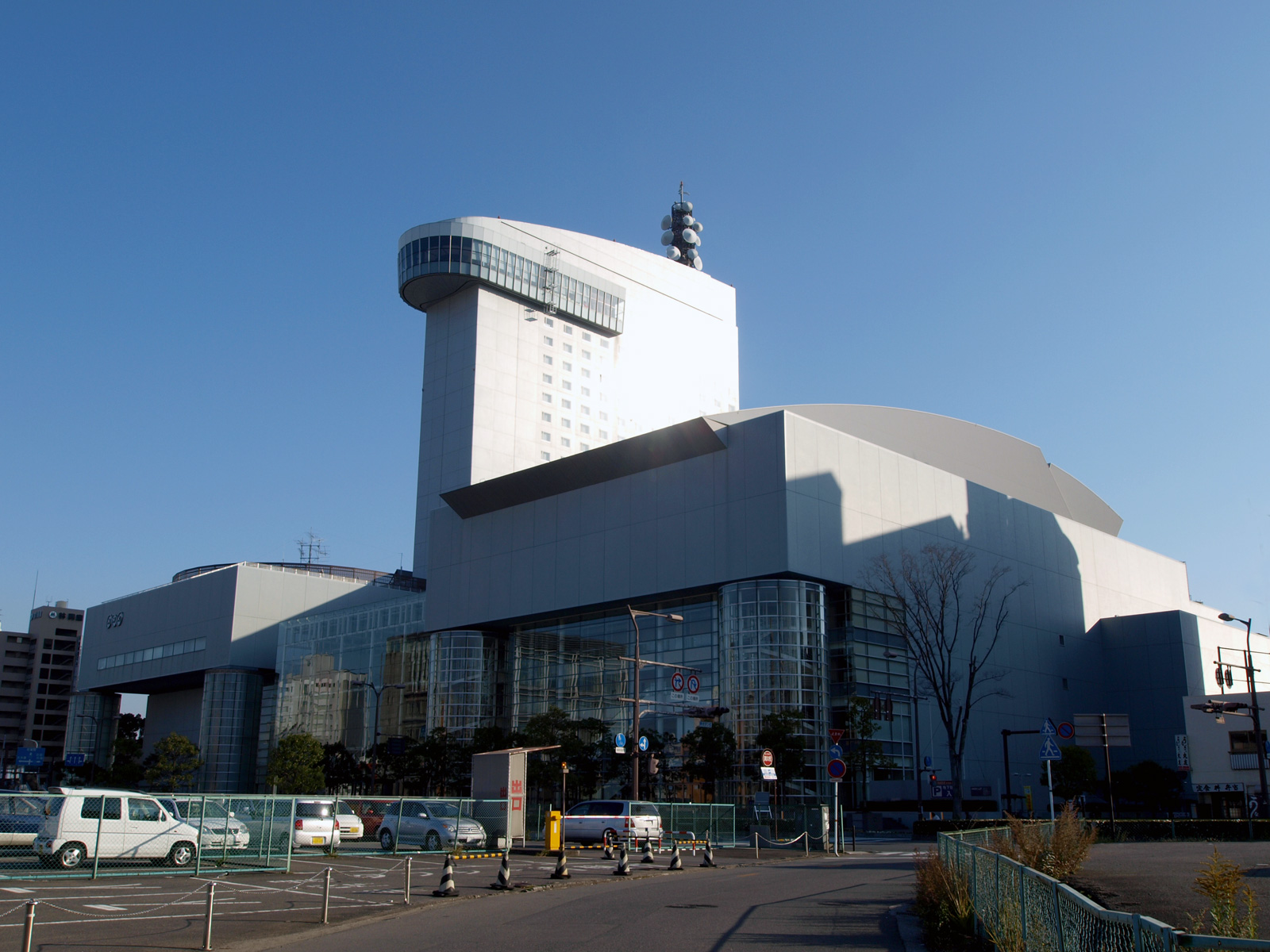
오이타 현립 종합 문화 센터

오아시스 히로바 21(일본어: 大分県立総合文化センター 오이타켄소고분카센타[*])는 오이타현 오이타시 오아시스 히로바 21에 있는 문화 예술 공간이다. iichiko 종합 문화 센터라고도 한다.